# Casey Johnson
Casey Johnson (Flórida, 24 de setembro de 1979 — Los Angeles, 5 de janeiro de 2010) foi uma socialite americana, herdeira de Woody Johnson, co-fundador do império farmacêutico Johnson & Johnson.
Em dezembro de 2009 tinha anunciado seu casamento com a personalidade televisiva e de internet Tila Tequila.
Em 29 de dezembro de 2009, à 1h13, Johnson deixou uma mensagem no Twitter dizendo que "todos bons sonhos ... eu estou ficando com um carro novo ...". O Daily News informou que uma empregada encontrou Johnson morta no quarto de sua casa em West Hollywood em 04 de janeiro de 2010. No entanto, os relatórios publicados sobre a chamada 911 revelou que Johnson realmente morreu na pousada de um amigo em Los Angeles, quando ela foi deixada ali sozinha, enquanto seus amigos foram para a cidade. O chamador não identificado informou que Johnson estava fria, gelada e suas mãos estavam ficando azuis. O chamador também afirmou que Johnson estava com medicamentos.
Em 4 de fevereiro de 2010, o gabinete do legista do condado de Los Angeles anunciou que ela tinha morrido de cetoacidose diabética. Ela foi relatada ter negligenciada a tomar insulina e, portanto, morreu devido à falta de tratamento. A noiva de Johnson, Tila Tequila, organizou planos de buscar a custódia legal de filha adotiva Casey Johnson, Ava.